# Freileitungsmastprüfanlage

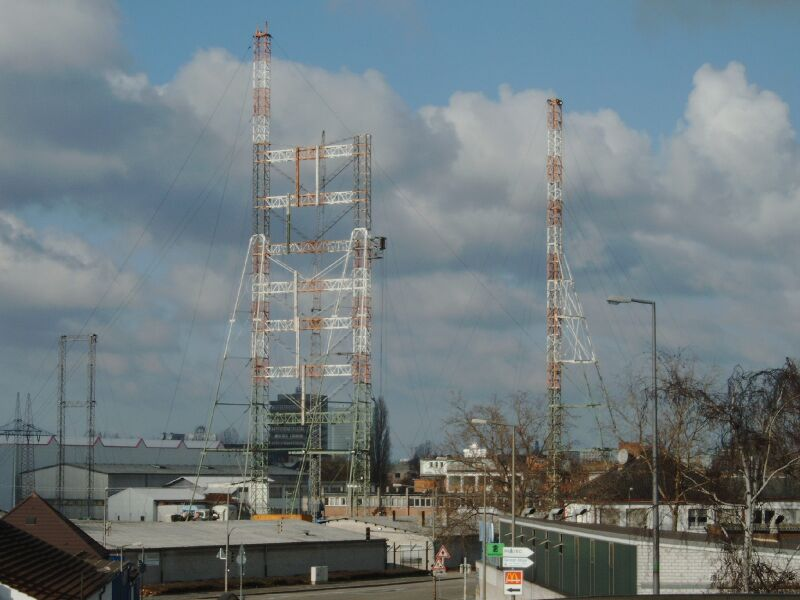
Mannheimer Anlage (BBC/ABB)

Eine Freileitungsmastprüfanlage ist eine spezielle Anlage zur Prüfung der statischen Festigkeit von Freileitungsmasten. Eine Freileitungsmastprüfanlage besteht aus zwei Stahlgerüsten und einem oder mehreren Fundamenten, auf dem ein Muster des zu prüfenden Freileitungsmastes aufgebaut werden kann. Durch an die Stahlgerüsten montierte Seile, die über die Stahlgerüste zu den zu prüfenden Masten geführt werden, können die Maste auf Druck- und Zugkräfte beansprucht werden und ihr Verhalten durch geeignete Messverfahren bestimmt werden.

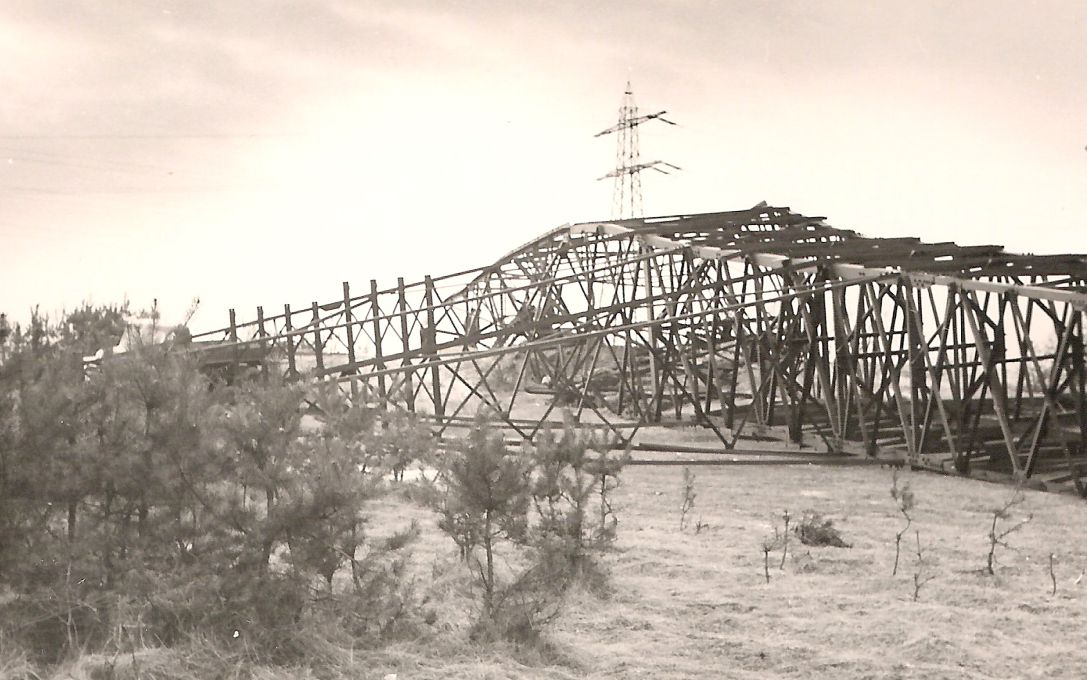
Zu Prüfzwecken umgestürzter Hochspannungsmast auf dem DVG-Testgelände bei Mannheim-Rheinau im Februar 1958

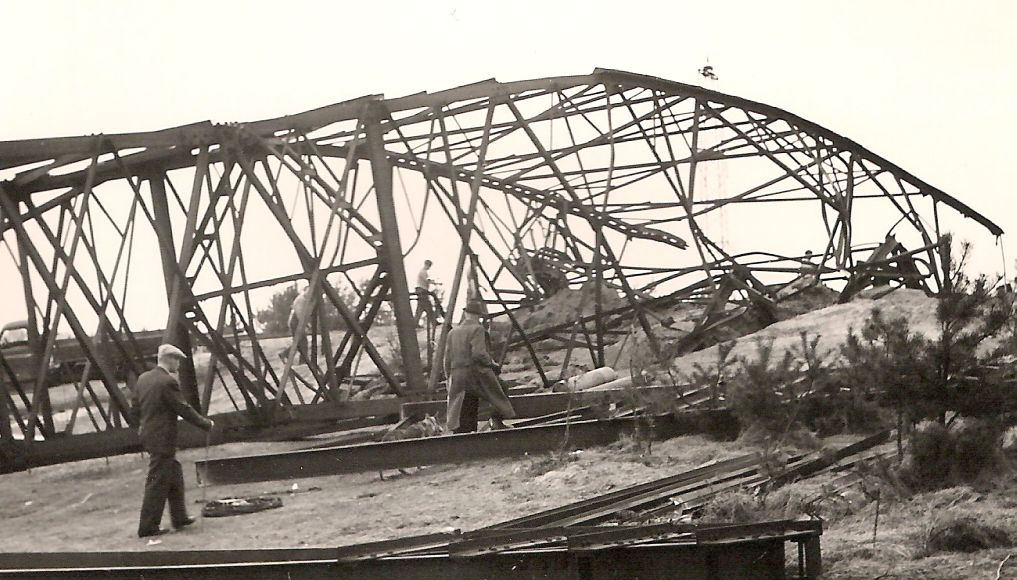
Geprüfter Hochspannungsmast auf dem DVG-Testgelände

Vor Errichtung der nebenstehenden BBC-Mastprüfanlage in Mannheim-Neckarau nahm die Deutsche Verbundgesellschaft (DVG) mit Sitz in Heidelberg in den 1950er Jahren auf einem Testgelände bei Mannheim-Rheinau Festigkeitsversuche an Hochspannungsmasten vor, wobei die Masten durch Zug bis zum Umknicken belastet wurden. Die Bilder zeigen derart geprüfte Hochspannungsmaste im Februar 1958.

## Standorte von Freileitungsmastprüfanlagen
- Mannheim, Deutschland, ABB
- Lecco, Italien, ABB
- Sarajevo, Bosnien und Herzegowina, Universität Sarajevo[1]